# Nemzetközi Tetőfedő Szövetség
A Nemzetközi Tetőfedő Szövetség (IFD, németül: Internationale Föderation des Dachdeckerhandwerks) a tetőfedő szakma világ méretű, vezető szervezete. Az IFD teljes jogú tagjaival, együttműködő tagjaival és egyéb vendég tagjaival, 22 ország, 15 000 tetőfedő cégének, 135 000 alkalmazottjával és 11 millió euró forgó tőkével képviselteti magát.

## Története
Az IFD egy nemzetközi szakmai közösségből fejlődött ki, melyet tetőfedők négy szakmai szervezete alapított meg 1952-ben Münchenben. Céljuk legelőször a szakmai tapasztalatok megosztása volt annak érdekében, hogy együttesen jobban tudják érdekeiket képviselni más szakmákkal szemben. Fennállásának mintegy 50 éve során hatékonyan tanulmányozta a közös érdekeket és állandó összekötőnek bizonyult a kapcsolatban álló szervezetek között. Mára számos szakmai és szakosodott társulás, vállalat, gyártó és szakmai szervezet tagja ennek a nemzetközi szövetségnek.

## Célok
Az IFD tanulmányozza az ágazatán belül fellépő problémákat és annak érdekében, hogy időt és pénzt spóroljon a szervezet és a tagok számára, fontos belső információkra tesz szert, melyet nemzetközi szinten fontos döntésekkel próbál érvényesíteni. Az IFD kölcsönös gazdasági, technikai, szociális, kulturális és tagjainak egyéb más érdekreit képviseli nemzeti és nemzetközi szervekkel szemben. Ily módon a szövetség képes nemzetközi szinten nyomást gyakorolni a szabályozásokra. Ezen felül a szervezet felelős a tetőfedő szakmáról szóló információ-cseréért, valamint igyekszik válaszokat találni általános kérdésekre. Ezen tevékenységek a nemzetközi technikai sztenderdek állandó fejlesztését szolgálják, ezért a termelékenységet, az elosztást és feldolgozást segítik elő.

## Teljes jogú tagok
A tetőfedő szakma nemzeti szervezetei:
- Ausztria, Bundesinnung der Dachdecker
- Belgium, F.B.I.C.
- Horvátország, Hrvatska udruga krovopokrivača- HUK
- Csehország, Cech Klempiru, Pokryvacu a Tesaru
- Franciaország, LES COMPAGNONS DU DEVOIR
- Németország, ZVDH
- Magyarország, ÉMSZ
- Írország, Roofing and Cladding Contractors Association (RCCA)
- Litvánia, Dachdeckerverband des Lettlandes (DDVL)
- Luxembourg, Letzeburger Dachdeckermeschter Verband
- Hollandia, Het Hellende Dak
- Hollandia, VEBIDAK (Waterproofing roofers)
- Lengyelország, Polskie Stowarzyszenie Dekarzy –PSD
- Oroszország, National Roofing Trade Union NRU
- Szlovákia, Cech Strecharov Slovenska- CSS
- Szlovénia, Obrtna Zbornica Slovenije- SKK
- Svájc, Schweizer Verband Dach und Wand- SVDW
- Egyesült Királyság, NFRC

## Fiatal Tetőfedők Világbajnoksága
Az IFD világbajnokságot rendez fiatal tetőfedők számára 1988 óta. A magastető kategóriában Németország és Svájc 6 alkalommal szerezte meg az első helyet, Ausztria háromszor, az Egyesült Királyság kétszer és Magyarország egyszer. Lapostető kategóriában a magyar csapat három aranyérmével eddig vezet, hiszen Írország, Svájc, Lengyelország és Ausztria csupán egyszer térhetett haza elsőséggel. Az alábbi táblázatban a magyar csapat első és második helyezései arany illetve ezüst színnel vannak jelölve.
| IFD - Fiatal Tetőfedők Világbajnoksága |                     |           |           |           |           |           |           |
|                                        |                     | Magastető | Magastető | Magastető | Lapostető | Lapostető | Lapostető |
| Év                                     | Rendező             | 1.        | 2.        | 3.        | 1.        | 2.        | 3.        |
| 1988                                   | 1. Stratford u. A.  | D         |           |           |           |           |           |
| 1989                                   | 2. Angers           | CH        |           |           |           |           |           |
| 1990                                   | 3. Berlin           | CH        |           |           |           |           |           |
| 1991                                   | 4. Rotterdam        | D         |           |           |           |           |           |
| 1992                                   | 5. Birmingham       | UK        |           |           |           |           |           |
| 1993                                   | 6. Budapest         | D         |           |           |           |           |           |
| 1994                                   | 7. Gent             | CH        | D         | B         |           |           |           |
| 1995                                   | 8. Luxemburg        | CH        | D         | B         |           |           |           |
| 1996                                   | 9. Köln (Dach-Wand) | CH        | D         | A         |           |           |           |
| 1997                                   | 10. Mayen           | D         | B + CH    | NL        |           |           |           |
| 1998                                   | 11. Utrecht         | D         | CH        | A         |           |           |           |
| 1999                                   | 12. Zürich          | CH        | D         | B         |           |           |           |
| 2000                                   | 13. Edinburgh       | UK        | D         | A         |           |           |           |
| 2001                                   | 14. Langenlois      | A         | D         | H         |           |           |           |
| 2002                                   | 15. Dublin          | A         | CH        | UK        | IRL       | D         | H         |
| 2003                                   | 16. Veszprém        | A         | H         | CH        | H         | D + IRL   | ..        |
| 2004                                   | 17. Gembloux        | B         | D         | CH        | CH        | B         | D         |
| 2005                                   | 18. Kapstadt        | D         | CH        | UK        | H         | CH        | IRL       |
| 2006                                   | 19. Krakkó          | PL        | A + D     | ..        | PL        | H         | D         |
| 2007                                   | 20. Veszprém        | H         | A + CH    | D         | A         | H         | CH        |
| 2008                                   | 21. Prága           | F         | CZ        | LV        | CH        | D         | H         |
| 2009                                   | 22. Szentpétervár   | RUS       | H         | CH        | H         | PL        | D         |
| 2010                                   | 23. Belfast         | B         | PL        | UK        | UK        | D         | A         |
| 2012                                   | 24. Luzern          | CH        | A         | D         |           |           |           |
| 2014                                   | 25. Bukarest        | A         | D         | H         |           |           |           |
| 2016                                   | 26. Lengyelország   |           |           |           |           |           |           |

1999 előtt Fiatal Tetőfedők Nemzetközi Versenye volt az elnevezés
Díjak eloszlása országok szerint:
| Díjak ország szerinti eloszlása |                    |           |           |           |           |           |           |          |          |          |
| Helyezés                        | Ország             | Magastető | Magastető | Magastető | Lapostető | Lapostető | Lapostető | Összesen | Összesen | Összesen |
| Helyezés                        | Ország             | Arany     | Ezüst     | Bronz     | Arany     | Ezüst     | Bronz     | Arany    | Ezüst    | Bronz    |
| 1.                              | Svájc              | 6         | 5         | 3         | 2         | 1         | 1         | 8        | 6        | 4        |
| 2.                              | Németország        | 6         | 8         | 1         | 0         | 3         | 3         | 6        | 11       | 4        |
| 3.                              | Magyarország       | 1         | 2         | 2         | 3         | 2         | 2         | 4        | 4        | 3        |
| 4.                              | Ausztria           | 3         | 2         | 3         | 1         | 0         | 1         | 4        | 2        | 4        |
| 5.                              | Egyesült Királyság | 2         | 0         | 3         | 1         | 0         | 0         | 3        | 0        | 3        |
| 6.                              | Belgium            | 2         | 1         | 3         | 0         | 1         | 0         | 2        | 2        | 3        |
| 7.                              | Lengyelország      | 1         | 1         | 0         | 1         | 1         | 0         | 2        | 2        | 0        |
| 8.                              | Írország           | 0         | 0         | 0         | 1         | 1         | 0         | 1        | 1        | 0        |
| 9.                              | Oroszország        | 1         | 0         | 0         | 0         | 0         | 0         | 1        | 0        | 0        |
| 9.                              | Franciaország      | 1         | 0         | 0         | 0         | 0         | 0         | 1        | 0        | 0        |
| 11.                             | Litvánia           | 0         | 0         | 1         | 0         | 0         | 0         | 0        | 0        | 1        |